# 丸井
丸井（OIOI、0101）（東證1部：8252）是一間經營連鎖式時裝大樓等商場的日本公司，不屬于日本百貨店協會成員。其店鋪主要售賣時裝，還有家具、雜貨、眼鏡、寶石等。1960年發行日本最初的信用卡（現在「エポス卡」）。
總社、總店及創業地位於東京都中野區中野。中野站北口本社大廈、南口為本店及集團各社、丸井集團福祉會、健保組合等。
正式社名為株式会社丸井。英語社名為MARUI CO., LTD.。社長是青井浩，是創業家族的第3代。

## 历史
- 1931年－青井忠治從「丸二商會」中獨立・創業
- 1937年－株式會社化
- 1941年－軍事政權國内政策，全店閉鎖
- 1946年－創業者丸井之店舗重開
- 1960年－日本最初的信用卡「赤的信用卡」登場
- 1965年－東京証券交易所1部上市
- 1973年－○｜○｜ Campaign開始（CI制定）
- 1981年－キャッシング事業
- 1990年－維珍集團合作開設日本維珍Megastore
- 2003年－集團一體化之大重整
- 2005年－以約12億円把日本維珍Megastore全部股權售予Culture Convenience Club

## 店舗

### 出店形態
- 丸井（一般型）
- 丸井City（都市型）
- 丸井Family（郊外型SC意識、售賣食料品）
- 丸井Young（年輕人世代）
- 丸井One（年輕設計師發掘・育成）
- 丸井JAM（時裝激戰區・澁谷之立地對應、レディスのみ）
- 丸井Men（男裝專門）
- 丸井Mini（一般・小規模店）
- in The Room（室內設計專門店）
- FIELD（體育專門店）
- VAT（青少年世代的時裝專門店　丸井的109百貨之稱。）
- 食遊館（食料品）

- 丸井ザッカ（時裝雜貨専門店）閉店。
- 丸井モデルはレディストールサイズを扱う商店名稱である
- 丸井モデル之舊名「YoungL」。

### 東京地區
- 成増店
- 新宿店下北澤館
  - 現在、丸井戶外用品專門店，「final index」營業中。
- 蒲田店
- in The ROOM自由丘（舊自由丘店）
- One澁谷店（舊in The ROOM澁谷店）
- Field新宿店（現店舖地點有異）
- 八王子店（A館、B館）
- マルイビィ町田
  - 2006年9月28日時裝商場「町田モディ」開業予定。（モディはエイムクリエイツによる開發・運營）
- Field池袋店
  - 現在は丸井City池袋の5階に入居。原場所成為bic camera之別館。

### 東京以外關東地區
- 土浦店（本館、きもの館）
- 宇都宮店
- 前橋店
- 熊谷店

- 川越店
- 浦和店

- 千葉店
- 船橋店
- 横濱關内店
  - 跡地成為横濱咖哩博物館。
- 戶塚店（2006年9月末閉店）
- 大船店
- 横須賀店
- 藤澤店
  - 跡地bic camera藤澤店。
- 厚木店
- 小田原店（本館、BOX館）

### 静岡地區
- 沼津店
- 清水店（静岡店清水館を経て閉鎖）
- 浜松店（1994年7月閉店）

### 関西地區
- 大阪難波店
- 神戸店
- 高槻店（出店中止に伴い、準備室のみ存在）
- 京都河原町店 (2020年5月12日 閉店)

## 廣告-《貓咪帶來的圓滾滾的幸福（原名：貓がくれたまぁるいしあわせ）》
- 廣告內容: 女主角「mari（まり）」是一位進入社會將近10年，年齡近30的化妝品包裝設計師。本次公開的《工作篇》中講述了她在工作中和年輕的新人產生代溝，並開始與一隻名為「oi桑（オイさん）」的貓進行交流，最後她設計的產品得到了後輩以及上司的誇獎與贊同，也逐漸體會到了“近在身邊的小小的幸福”。未來還將依次公開“戀愛篇”“趣味篇”“家族篇”，所有廣告將在六月底前全部公開。
- 製作人員: 該系列廣告由《屍者的帝國》導演牧原亮太郎執導，插畫家森倉圓負責角色原案，阪野日香莉擔任角色設計，赤尾でこ負責編劇和系列構成。配音聲優包括內田真禮、櫻井孝宏、齊藤朱夏、杉田智和、芹澤優、高野麻里佳、武內駿輔等。[1]

## 外部連結
- 丸井（页面存档备份，存于）（日語）

1. ↑  . comic.qq.com.   [2017-05-24] （中文（中国大陆））.[]